# Sourav Chakraborty
Sourav Chakraborty (sinh ngày 27 tháng 6 năm 1990 ở Kolkata) là một cầu thủ bóng đá người Ấn Độ thi đấu ở vị trí Tiền đạo cho Mohun Bagan ở I-League.

## Sự nghiệp

### Mohun Bagan
Sourav bắt đầu sự nghiệp bóng đá với Techno Aryan F.C. với tư cách cầu thủ trẻ trước khi gia nhập the Mohun Bagan Academy. Sau đó anh ký hợp đồng với Mohun Bagan với tư cách cầu thủ đội một vào mùa hè năm 2011 và có màn ra mắt mùa giải I-League 2011-12.

## Thống kê sự nghiệp

### Câu lạc bộ
Số liệu chính xác tính đến ngày 12 tháng 2 năm 2012
| Câu lạc bộ          | Mùa giải            | Giải vô địch | Giải vô địch | Giải vô địch | Cúp     | Cúp       | Cúp      | AFC     | AFC       | AFC      | Tổng    | Tổng      | Tổng     |
| Câu lạc bộ          | Mùa giải            | Số trận      | Bàn thắng    | Kiến tạo     | Số trận | Bàn thắng | Kiến tạo | Số trận | Bàn thắng | Kiến tạo | Số trận | Bàn thắng | Kiến tạo |
| ------------------- | ------------------- | ------------ | ------------ | ------------ | ------- | --------- | -------- | ------- | --------- | -------- | ------- | --------- | -------- |
| Mohun Bagan         | 2011-12             | 3            | 0            | 0            | 0       | 0         | 0        | —       | —         | —        | 3       | 0         | 0        |
| Tổng cộng sự nghiệp | Tổng cộng sự nghiệp | 3            | 0            | 0            | 0       | 0         | 0        | 0       | 0         | 0        | 3       | 0         | 0        |